# AN/TPQ-37 파이어파인더

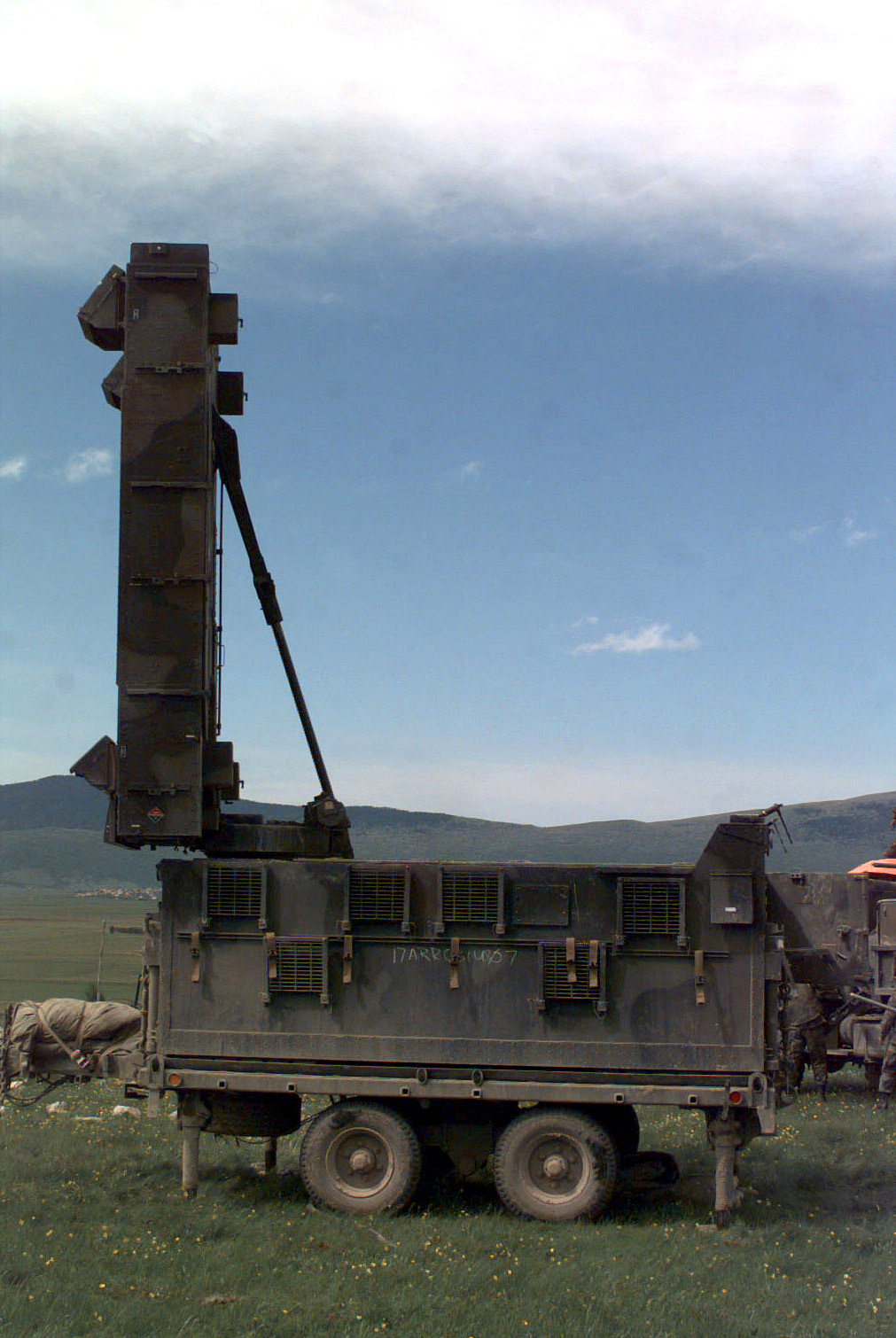
AN/TPQ-37 파이어파인더

AN/TPQ-37 파이어파인더(AN/TPQ-37 Firefinder)는 미국 휴즈(후에 레이시온)에서 제작한 이동식 레이다 시스템으로, 날아오는 포탄을 역추적하여 적 포병의 위치를 알아내는 대포병 레이다이다. 50 km 밖에서 날라오는 적의 포탄, 로켓포 등을 동시에 최대 10개를 탐지, 정확한 발사위치를 찾아낸다. 수많은 나라에서 사용중이며, 미육군의 장거리 포병의 주요한 기본장비이다.

## 작동
AN/TPQ-37은 작전중에 움직이지 않는다. 즉, 기계식이 아닌 전자식 레이다이다. 레이다는 90도 각도의 영역을 스캔하여 다가오는 로켓탄, 포탄을 탐지한다. 다가오는 포탄을 탐지할 때까지, 시스템은 추적 절차에 들어가기 전에 여러 가지 탐지물체를 분류하며, 새로운 타겟을 계속적으로 찾는다. 발사된 포탄이나 로켓은 최고점에 도달하기 전인 최초의 발사 궤도만 레이다로 추적한다. 컴퓨터 프로그램은 추적 데이터를 분석하고 그 발사장소를 역추적 계산한다.

## 제식번호
JETDS{Joint Electronics Type Designation System, 통합 전자제품 유형 명명 체계)에 따르면 AN/TPQ-37은 다음과 같은 의미를 가진다:
- "AN/" indicating a system nomenclature derived from the JTEDS
- "T"는 'transportable', 즉 수송이나 이동이 가능하다는 것을 말한다. (반면에 'V'는 vehicle-mounted, 즉 차량 장착형을 말한다)
- "P"는 레이다를 의미한다
- "Q"는 특별한 목적의 레이다를 말한다. 여기서는 대포병 임무를 말한다.
- "37" 은 일련번호다

## 대한민국
1994년 대한민국 국방부는 AN/TPQ-37 파이어파인더 수입을 추진했으며, 1995년 7월 도입을 확정, 12월에 4대, 1996년에 1대를 인도받았다. 대당 가격은 130억원이며, 25–50 km 밖에서 날라오는 적의 포탄, 로켓포를 역추적해 10여개의 발사지점을 수초내에 알아낸다. 북한 장사정포에 대한 거의 유일한 대응수단으로 평가받고 있다. 한국군은 이미 AN/TPQ-36 파이어파인더 11대를 배치중이다.

## 같이 보기
- AN/TPQ-36 레이다
- AN/TPQ-47 레이다
- AN/TPQ-53 레이다
- AN/MPQ-64 센티넬
- AN/TPS-80 레이다
- ARTHUR
- 연평도 포격

### 이미지 링크
- (영어) army-technology.com 보관됨 2006-08-24 - 웨이백 머신